# Radosław Gawlik
Radosław Gawlik (ur. 23 sierpnia 1957 we Wrocławiu) – polski polityk, ekolog, poseł na Sejm PRL X, Sejm RP I, II i III kadencji, od 2011 do 2013 jeden z dwojga przewodniczących partii Zieloni 2004.

## Życiorys
Jest absolwentem Wyższej Szkoły Łączności i Transportu w Żylinie. W drugiej połowie lat 80. działał w Ruchu Wolność i Pokój oraz Solidarności. Organizował protesty po katastrofie w Czarnobylu oraz w sprawie Huty Siechnice i elektrowni jądrowej w Żarnowcu. Brał udział w rozmowach Okrągłego Stołu w zespole ds. ekologii.
Od 1989 do 2001 pełnił funkcję posła na Sejm X, I, II i III kadencji z okręgów wrocławskich: Wrocław-Psie Pole, nr 11 i nr 50. W rządzie Jerzego Buzka pracował jako wiceminister środowiska. W 2001 ubiegał się o reelekcję, jednak UW nie uzyskała mandatów w Sejmie IV kadencji.
Należał do Ruchu Obywatelskiego Akcja Demokratyczna, Unii Demokratycznej, Unii Wolności. Z tej ostatniej odszedł w 2004, przyłączając się do budowy nowego ugrupowania Zieloni 2004. Zasiadał w radzie krajowej tej partii, został także prezesem Stowarzyszenia Ekologicznego Eko-Unia.
Kandydował bez powodzenia do Parlamentu Europejskiego w 2004 (z listy Zielonych 2004) i w 2009 (z listy koalicji Porozumienie dla Przyszłości), a także w wyborach samorządowych w 2014 do rady miejskiej Wrocławia (z listy Partii Zieloni). W grudniu 2011 został wybrany na jednego z dwojga (obok Agnieszki Grzybek) nowych przewodniczących Zielonych 2004 (ugrupowania działającego później jako Partia Zieloni i Zieloni). Funkcję tę pełnił do marca 2013.

## Odznaczenia
W 2011 prezydent Bronisław Komorowski odznaczył Radosława Gawlika Krzyżem Oficerskim Orderu Odrodzenia Polski.